# Unisys
Unisys este o companie americană din domeniul IT cu o cifră de afaceri de peste 5,7 miliarde $.